# Syllepte lineolata
Syllepte lineolata là một loài bướm đêm trong họ Crambidae.